# Universidad Progresista de Verano de Cataluña
La Universidad Progresista de Verano de Cataluña (Universitat Progressista d’Estiu de Catalunya) (UPEC) es una universidad de verano española de ámbito catalán creada el 11 de noviembre de 2004 por un grupo de personas comprometidas con las políticas de progresistas, de izquierdas y catalanistas y vinculadas a los ámbitos social, intelectual, político y académico de Cataluña con el fin reunir anualmente a alumnado y profesorado, intelectuales y artistas.
Este grupo estaba formado por: Carles Martí, Dolors Camats, Francesc Trillas, Isabel Ribas, Jaume Collboni, Joffre Villanueva, Jordi Miralles, Jordi Serrano, Jordi Vilardell, Josep Fontana, Lourdes Ríos, Oriol Illa, Raimon Obiols, Santiago Castellà, Vicenç Navarro, Xavier Bretones y Xavier Ferrer.
Cuenta con el apoyo de fundaciones y juventudes de varias organizaciones de izquierdas catalanas, como las del PCC, EUiA, ICV, PSC o CCOO, y de gran variedad de asociaciones y movimientos sociales que tienen como objetivos promover la justicia social, el laicismo, el republicanismo y la paz. Se trata de un proyecto que se inspira en la tradición de las Universidades Populares para obreros que existieron en Cataluña durante la II República Española. 
La entidad se configura como un espacio de encuentro, reflexión y estudio sobre aquellos temas que preocupan a los sectores sociales democráticos y de izquierdas: la inmigración, la abstención electoral, la memoria histórica, el cambio climático, la vivienda, la perspectiva de género, etc. A lo largo de sus ediciones se ha constitudio como un espacio de intercambio entre ponentes y participantes, combinando la reflexión y el aprendizaje. La finalidad última es plantear propuestas para los retos que tiene Cataluña y, poder así, sentar las bases para construir una sociedad mejor.
La Universidad Progresista de Verano se celebra anualmente en Barcelona, en el distrito de Ciudad Vieja, sede de numerosos centros universitarios y de organizaciones no gubernamentales con vocación formativa.

## Objetivos y finalidades
«El objetivo principal de la UPEC es contribuir a desarrollar una cultura progresista y catalanista que ayude a recuperar la historia de Catalunya y permita entender las diferentes realidades para mejorarlas.»
Según los objetivos de la Universidad Progressista se pretende constituir un foro de reflexión y centro de generación de propuestas que refleje todas las sensibilidades progresistas. La finalidad que se proponen es crear un espacio de pensamiento y de innovación intelectual.
Por ello la UPEC quiere ser una plataforma de debate plural de la sociedad civil, proporcionando espacios de encuentro entre sectores progresistas en Cataluña. Esta iniciativa pretende contribuir al desarrollo de la cultura democrática y de izquierdas.

## Rector
- Vicenç Navarro López (2004-2007), actualmente rector emérito.
- Jordi Serrano (2008 - 2023)
- João França (2023 - actualidad)

## Consejo Social
Grupo de apoyo formado por asociaciones y organizaciones progresistas y fundaciones de izquierdas.
- Acció Escolta de Catalunya
- Acció Jove - Joves de CCOO de Catalunya
- Associació d'Estudiants Progressistes - AEP, sindicato estudiantil ligado a CJC - Joventut Comunista
- Associació de Joves Estudiants de Catalunya - AJEC, sindicato estudiantil ligado a las Joventut Socialista de Catalunya
- Associació Catalana d’Investigacions Marxistes
- Associació Catalana per la Pau
- Avalot – Joves de la UGT de Catalunya
- Casals de Joves de Catalunya
- Càtedra UNESCO per la Sostenibilitat - UPC
- CJC - Joventut Comunista, juventudes del PCC
- CCOO de Catalunya
- Cooperacció
- Coordinadora per a la Memòria Històrica i Democràtica de Catalunya
- Centre de Recerca Econòmica i Social de Catalunya
- Entorn SCCL
- Escola Lliure El Sol
- Esplais Catalans - ESPLAC
- Fundació Cipriano García
- Fundació Catalunya Segle XXI
- Fundació Ferrer i Guàrdia
- Fundació Josep Comaposada, vinculada a UGT
- Fundació Josep Irla, vinculada a ERC
- Fundació l'Alternativa, vinculada a EUiA
- Fundació Pere Ardiaca, vincula al PCC
- Fundació Rafael Campalans, vinculada al PSC
- Fundació Terra
- Fundació Nous Horitzons
- Joves d'Esquerra Verda – JEV, juventudes de ICV
- Joventut Socialista de Catalunya, juventudes del PSC
- Món-3
- Moviment Laic i Progressista
- SOS Racisme
- Unió General de Treballadors - UGT

## Premios honoríficos UPEC
- Paco Ibáñez (año 2005)
- Marina Rossell (año 2005)
- Juan Guzmán (año 2006)
- Maria Salvo (año 2006)
- Ignasi Fina (año 2007)
- Montserrat Comas (año 2007)
- Victòria Sau i Sánchez (año 2008)
- Comissió per la Dignitat (año 2008)
- Comité de Empresa de Nylstar (año 2009)
- Centro de Análisis y Programas Sanitarios (CAPS) (año 2009)